# Bossuit
Bossuit, parfois aussi écrit Bossuyt en français, est une section de la commune belge d'Avelgem située en Région flamande dans la province de Flandre-Occidentale. C'était une commune à part entière avant la fusion des communes de 1977.

## Géographie
Bossuit est limitrophe des localités suivantes : Moen, Outrijve, Escanaffles, Ruien, Helchin et Saint-Genois.
La localité est située sur la rive gauche l'Escaut, qui la sépare de la province de Hainaut. Le canal Bossuit-Courtrai relie l'Escaut à la Lys.

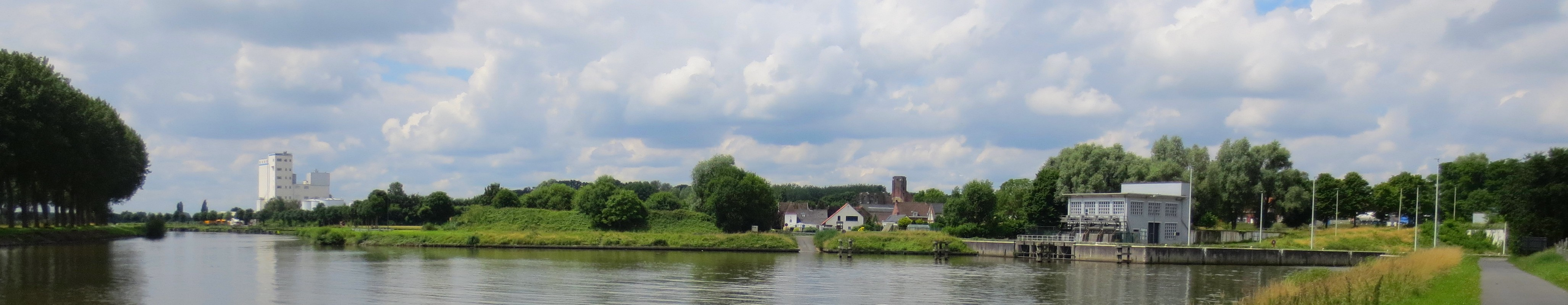
Bossuit

## Démographie

### Évolution démographique
- Sources : INS, Rem. : 1831 jusqu'en 1970 = recensements, 1976 = nombre d'habitants au 31 décembre[3].

## Toponymie
Bussuth (1038), Bossut (1128), Bossuth (XIIe siècle), Bousut (XIIe siècle).
Ce toponyme est dérivé du latin buxus, « buis », auquel s'est joint le suffixe -utus, et désigne un terrain couvert de buis.
On trouve parfois aussi l'orthographe Bossuyt en français,,,.

## Histoire
Dans le passé, Bossuyt était le siège d'une seigneurie devenue vicomté. 
Au XVIIe siècle, Guillaume Luytens détient la seigneurie de Bossuyt, ainsi que celle d'Esparqueaux. Il a pour épouse Marie-Claude Monget.
Philippe-Joseph Liytens (1666-1733), écuyer, fils de Guillaume, succède à son père dans les deux seigneuries. Baptisé à Tournai le 22 décembre 1666, il meurt le 5 février 1733, à 66 ans, est inhumé à Bossuit. Il épouse d'abord Marie-Madeleine Coquiel, puis devenu veuf, prend pour épouse par contrat passé à Tournai le 15 septembre 1696, Marie-Antoinette Bayard (1668-1721). Fille de Bruno Bayart, seigneur de Pont-à-Vendin, greffier criminel et procureur général de Lille, bourgeois de Lille, anobli en 1669  et de Marguerite Daudenarde, elle est baptisée à Lille le 21 mai 1668 et meurt le 24 septembre 1721 à 63 ans.
À la fin du XVIIIe siècle, le détenteur était Maximilien-François-Joseph de Luytens de Bossuyt, vicomte de Bossuyt, seigneur d'Esparqueaux, époux de Françoise-Ghislaine-Josèphe Bady.
Leur fille Marie-Victoire-Eugénie-Ghislaine de Luytens de Bossuyt (1783-1860), nait à Lille le 12 septembre 1783 et meurt à Bossuyt le 7 octobre 1860 à l'âge de 77 ans. Elle a épousé à Lille le 28 avril 1806 Louis-Joseph de Fourmestraux (1782-1852), écuyer, seigneur d'Hangrin, fils d'Alexis-Joseph de Fourmestraux, écuyer, seigneur d'Hangrin, capitaine au régiment de Bourbonnais, bourgeois de Lille, échevin et rewart (chargé de la police) de Lille, et de Louise-Amélie-Joseph Herts. 
Une autre fille Marie-Antoinette-Ghislaine-Sylvie de Luytens de Bossuyt (1779-1843), se marie le 31 mai 1813 avec Pierre de Brigode de Kemlandt (1773-1848, homme politique français, maire de Camphin-en-Pévèle, conseiller général du Nord, élevé comte par le roi de France Charles X. Baptisée à Lille le 24 avril 1779, elle meurt le 18 novembre 1843, à 64 ans.
Une troisième fille Marie-Eugénie-Henriette de Luytens, dame de Montauban, est baptisée à Lille le 10 août 1768, et meurt à Paris le 2 octobre 1826. Elle épouse à Lille le 19 avril 1788 Balthazar-Louis-Marie Petitpas (1755-1795), chevalier, seigneur des grand et petit Longueval. Fils de Charles-Hippolyte, chevalier, seigneur de Walle, prévôt de Lannoy, ex-enseigne aux gardes wallonnes, enseigne de grenadiers, et de Jeanne-Françoise Bourdon, il est baptisé à Lille le 24 septembre 1755, devient capitaine des dragons de la reine et meurt en 1795. Son épouse morte à Paris est inhumée à Bossuyt. Leur fille unique Justine-Joséphine-Charlotte(1789-1862) se marie à Bossuyt le 21 octobre 1811, son mari va être conseiller municipal de Lille en 1829-1830.

## Monuments
Le château de Bossuit est de style classique. Il a été bâti au cours du XVIIe siècle, mais son aspect actuel date du XIXe siècle.